# Radianza
In fisica la radianza e la radianza spettrale sono grandezze radiometriche che descrivono la quantità di radiazione elettromagnetica  riflessa (o trasmessa) da una superficie di area unitaria, e diretta verso un angolo solido unitario in una direzione indicata. Sono ultimamente impiegate per descrivere l'emissione da sorgenti diffuse e la riflessione da superfici diffuse. L'unità di misura della radianza secondo il SI è il watt su steradiante su metro quadrato (W·sr−1·m−2).
La radianza, in particolare, caratterizza l'emissione o riflessione complessiva, mentre la radianza spettrale, conosciuta anche come "intensità specifica" in astronomia e astrofisica, si limita a considerare una singola frequenza o lunghezza d'onda della luce. La radianza equivale pertanto all'integrale (alla somma) di tutte le infinite radianze spettrali di una data superficie. L'unità di misura SI della radianza spettrale è il W·sr−1·m−3 (per lunghezza d'onda) o il W·sr−1·m−2·Hz−1 (per intervallo di frequenza).
La radianza è particolarmente utile per quantificare la quantità di luce emessa o riflessa da una sorgente che verrà ricevuta da un dato sistema ottico rivolto verso la sorgente e caratterizzato da un determinato diametro angolare; naturalmente, in questo caso l'angolo solido considerato equivale all'apertura del sistema ottico. Essendo anche l'occhio un sistema ottico, la radianza fornisce una buona stima della luminosità apparente di un oggetto.

## Definizione
La radianza è definita come:
{\displaystyle L={\frac {\partial ^{2}P}{\partial A\,\partial {\Omega }\cos \theta }}\simeq {\frac {P}{\Omega A\cos \theta }}}
dove:
- sono ammessi solo valori di A ed Ω poco elevati;
- L è la radianza (W·m-2·sr-1);
- P è la potenza (W);
- θ è l'angolo compreso tra la normale alla superficie e la direzione specificata;
- A è la superficie emittente (m2);
- {\displaystyle {\Omega }} è l'angolo solido (sr).

Invece la radianza spettrale è definita come:
{\displaystyle L_{\nu }={\frac {\partial L}{\partial \nu }}={\frac {\partial ^{3}P}{\partial A\,\partial {\Omega }\cos \theta \partial \nu }}}
dove {\displaystyle \nu } è la frequenza (Hz) della radiazione elettromagnetica. Quindi integrando la radianza spettrale {\displaystyle L_{\nu }} rispetto a tutte le frequenze si ottiene la radianza {\displaystyle L}.